# Glubokoevatnet
Glubokoevatnet är en sjö i Antarktis. Den ligger i Östantarktis. Norge gör anspråk på området. Glubokoevatnet ligger 70 meter över havet. Den ligger vid sjöarna  Predgornoe Shel'fovoe och Karovoevatnet.